# Antnäs-Börstskäret
Antnäs-Börstskäret is een Zweeds eiland behorend tot de Lule-archipel. Het ligt ten zuidwesten van Germandön. Het eiland is ontstaan doordat door de postglaciale opheffing diverse eilanden aan elkaar groeiden. Het Norrskäret is door Reften (rif verbonden met Sörskäret. Daaraan vast zin nog Stämpeln. Het totale eiland steekt nog geen 20 meter boven de zeespiegel uit.
Men dient het eiland zelf per boot te benaderen, want er gaat geen geregelde lijnboot naartoe. De beste plaats om aan te leggen is de baai in het westen. Aldaar is ook het strand. Het eiland is geschikt voor wandeltochten, verspreid over het noordelijke en zuidelijke deel staan overnachtingshuisjes. De eilanden zij bebost behalve het kleine verbindigsstuk.